# El desafío
El desafío é uma telenovela venezuelana produzida pela RCTV e exibida entre 29 de maio e 9 de novembro de 1995. Foi escrita por Salvador Garmendia e produzida por Hernando Faría. É baseada na obra de Inés Rodena, sendo uma versão livre da telenovela La doña, de 1972. Durou 113 episódios e foi distribuída internacionalmente pela RCTV Internacional.
Foi protagonizada por Claudia Venturini e Henry Soto e antagonizada por Mimí Lazo, Roberto Moll e Lucy Mendoza.

## Enredo
Fernanda San Vicente é uma mulher doce e bela cuja personalidade muda drasticamente quando descobrir a traição de Mariano, seu noivo que mudou para outra mulher, deixando-a ridículo na frente de todos esperando na igreja e também o misterioso assassinato de seu pai, que mesmo noite. Com Mariano leak, a polícia pensa que é o pai que assassinou Fernanda e escapou.
Consequentemente tudo isso, Fernanda viaja para a propriedade que herdou de seu pai; agora selado e preenchido com uma imensa amargura para com todos os homens, ele promete governar a fazenda e até mesmo as pessoas. Em sua cruzada acompanha seu primo ambicioso Federico (que entrou em várias transações ilegais com recursos familiares Fernanda) e seu primo com ciúmes Marilinda, que tem tido um caso com Mariano, o noivo de Fernanda.
Após a chegada, eles se encontram Aquiles Hurtado, o superintendente mal da fazenda. Ainda assim, Fernanda governa com mão de ferro ... até agora ela conhece Arturo Gallardo, o único homem capaz de lutar Fernanda para um trecho de terra na praia. Mais tarde, Arturo e Fernanda queda prestados antes sentimentos, e a competição torna-se uma verdadeira história de amor.
Mas o amor entre Arturo e Fernanda representa uma terrível ameaça para aqueles que desejam terras Fernanda. Impulsionado pela ambição, Marilinda, Federico e Aquiles pedir a ajuda de Cristina Fernanda mãe que abandonou seus anos filha atrás e voltar depois de passar todo o seu dinheiro. Sergio, o ambicioso jovem amante Cristina, também está incluído nos planos para destruir Arturo e Fernanda a qualquer custo.
Para terminar complicar tudo volta Mariano para limpar seu nome, como ele pesa se suspeita de ter matado o Sr. San Vicente, e sob este pretexto tentando recuperar o amor de Fernanda, embora seu antigo objeto amante, o primo invejoso Marilinda.
No final, é o destino que vai decidir o que vai acontecer com cada um deles.

## Elenco
- Claudia Venturini - Fernanda San Vicente
- Henry Soto - Arturo Gallardo
- Lucy Mendoza - Marilinda García San Vicente
- Carlos Arreaza - Federico García San Vicente
- Elisa Stella - Cecilia San Vicente Vda. de García
- Catherine Correia - Teresita
- Mimí Lazo - Cristina
- Esperanza Magaz † - Severa
- Roberto Moll - Aquiles Hurtado
- Amílcar Rivero - Juan Panchao
- Rafael Romero - Sergio Duarte
- Jenny Noguera - Malena
- Héctor Mayerston † - Don Felipe San Vicente
- Enrique Ibáñez - Mariano
- Carlos Cámara Jr. - Carlos Eduardo Montiel
- Pedro Durán
- Pedro Marthan - Antonio Herrera
- Margarita Hernández - Verónica Furque
- Dilia Waikarán - Madame Tapara
- Roberto Colmenares
- Ron Duarte
- Vicky Franco
- Frank Maneiro
- Gladys Prince
- Irina Rodríguez
- Teresa Selma
- Sonia Villamizar
- Eduardo Gadea Pérez
- Roberto Lamarca † - Lucho

## Versões
- A história original foi a telenovela venezuelana La dueña, produzida pela RCTV no ano de 1972, produzida por Román Chalbaud. Foi dirigida por Arquímedes Rivero e protagonizada por Lila Morillo e Elio Rubens.

- A primeira versão no México foi realizada pela Televisa, em 1978 com o título de Doménica Montero, dirigida por Lorenzo de Rodas, produzida por Valentín Pimstein e protagonizada por Irán Eory, Rogelio Guerra e Raquel Olmedo.

- A segunda versão no México, chamada La dueña foi realizada novamente pela Televisa, no ano de 1995, com a produção de Florinda Meza, e direção de Roberto Gómez Fernández, foi protagonizada pelos atores Angélica Rivera, Francisco Gattorno e Cynthia Klitbo.

- A terceira versão no México novamente pela rede Televisa foi realizada em 2010 intitulada Soy tu dueña, produzida por Nicandro Díaz González e protagonizada por Lucero e Fernando Colunga.[4]

- A versão no Brasil foi produzida pelo SBT no ano de 2001, com o título de Amor e Ódio, dirigida por Jacques Lagôa, Henrique Martins e Antonino Seabra, produzida por David Grimberg e Gilberto Nunes, e protagonizada por Suzy Rêgo, Daniel Boaventura e Viétia Zangrandi.